# Раната
„Раната“ (на английски: The Cut) е германско-френски драматичен филм от 2014 година, режисиран от Фатих Акин. Избран е да се състезава за наградата „Златен лъв“ на 71-вия Международен филмов фестивал във Венеция.

## Сюжет
Сюжетът на филма е базиран на Арменския геноцид. Млад мъж на име Назарет Манукян е един от депортираните от родния си град Мардин. Мъжете са изпратени да строят път в пустинята, но в един момент им се дава възможност да сменят вярата си – от християнство в ислям. Които от мъжете не склоняват, биват изклани. Назарет е единственият, който оцелява, но раната на гърлото му така е поразила гласните му струни, че той онемява. Минават няколко години на скитане, когато узнава, че жена му е загинала, но двете му дъщери – близначки, може би са останали живи, продадени в плен на бедуини. В търсенето им, след много премеждия, Назарет стига до Ливан, Куба и Щатите.

## Актьорски състав
- Таар Раим – Назарет Манукян
- Симон Абкарян – Крикор
- Инди Зара – Ракел
- Кеворк Маликян – Хагоб Накашян
- Барту Кючюкчаглаян – Мехмет
- Зеин Фахури – Арсине
- Дина Фахури – Лусине
- Трине Дирхолм – Директорката на сиропиталището
- Арсине Ханджиян – г-жа Накашян
- Акин Гази – Хрант
- Георге Георгиу – Вахан
- Нуман Акар – Мануел
- Макрам Хури – Омар Насредин
- Анна Савва – г-жа Крикорян
- Лара Хелер – Люсин
- Джоел Джакшоу – Том
- Андреа Хесайон – г-жа Балакян